# Селиба (Кировский район)
Селиба (бел. Сяліба) — деревня в Кировском районе Могилёвской области Беларуси. Входит в состав Стайковского сельсовета.

## География
Деревня находится в юго-западной части Могилёвской области, на правом берегу реки Белой, к югу от автодороги Н-10454, на расстоянии приблизительно 23 километров (по прямой) к северо-востоку от города Кировска, административного центра района. Абсолютная высота — 148 метров над уровнем моря. Площадь населённого пункта — 0,1053 км².

## История
По состоянию на 1910 год, на хуторе Селиба Феликсполье имелось 24 двора и проживало 156 человек (86 мужчин и 70 женщин). В конфессиональном составе населения преобладали иудеи. В административном отношении входила в состав Тихиничской волости Рогачевского уезда Могилёвской губернии.

## Население
По данным переписи 2019 года, в деревне проживало 6 человек.
| Год  | Население, человек |
| ---- | ------------------ |
| 1910 | 156                |
| 2009 | ↘ 10               |
| 2019 | ↘ 6                |